# 三重県道・奈良県道784号赤目掛線
三重県道・奈良県道784号赤目掛線（みえけんどう・ならけんどう784ごう あかめかけせん）は、三重県名張市結馬から奈良県宇陀郡曽爾村掛へと至る一般県道。名張市赤目町相楽から曽爾村今井までは通称「今井林道」、「赤目林道」と言われている。この区間に秋期には路線バスも走る。長走りの滝、済浄坊の滝へはこの道が最寄りである。

## 概要

### 路線データ
- 距離：17.6km
- 起点：三重県名張市（赤目口交差点＝国道165号交点）
- 終点：奈良県宇陀郡曽爾村（掛交差点＝国道369号交点）
- 経由地：三重県名張市、奈良県曽爾村

## 重複区間
- 三重県道567号赤目滝線（名張市赤目町相楽・同市赤目町一ノ井 間）
- 奈良県道81号名張曽爾線（曽爾村今井・終点：同村掛 間）

## 地理

### 通過する自治体
- 三重県
  - 名張市
- 奈良県
  - 宇陀郡曽爾村

### 主な接続道路
- 国道165号（名張市結馬）
- 三重県道567号赤目滝線（名張市赤目町相楽）
- 三重県道567号赤目滝線（名張市赤目町一ノ井）
- 奈良県道81号名張曽爾線（曽爾村今井）
- 国道369号（曽爾村・掛交差点)

## 別名
- 今井林道（名張市）
- 赤目林道（名張市）